# Echter Koriander
Der Echte Koriander (Coriandrum sativum), kurz Koriander (von gleichbedeutend lateinisch Coriandrum) genannt, ist eine Pflanzenart aus der Gattung der Koriander (Coriandrum) innerhalb der Familie der Doldenblütler (Apiaceae). Er wird als Gewürz- und Heilpflanze verwendet.

## Namensgebung

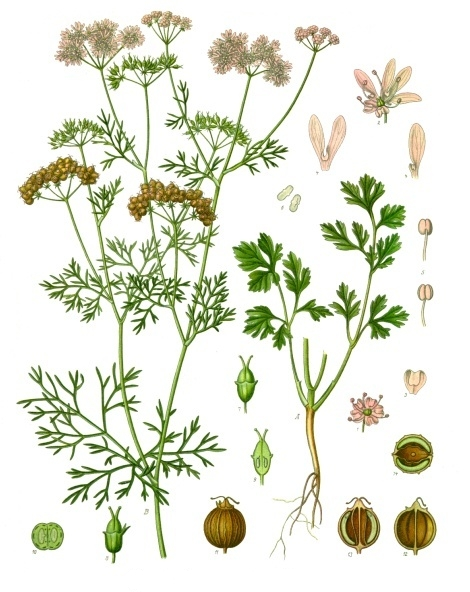
Illustration aus Köhler’s Medizinal-Pflanzen: „Echter Koriander. A B Pflanze in natürl. Grösse; 1 Scheibenblüte, vergrössert; 2 Randblüte, desgl.; 3 Kronblatt der Scheibenblüte, desgl.; 4 Kronblätter der Randblüte, mittleres und seitliches, desgl.; 5 Staubgefäss, desgl.; 6 Pollen; desgl.; 7 u. 8 Fruchtknoten mit Kelch, desgl.; 9 dieselbe Figur im Längsschnitt; 10 Fruchtknoten im Querschnitt, desgl.; 11 Frucht, desgl.; 12 Teilfrüchtchen, von der Fugenseite, desgl.; 13 Frucht im Längsschnitt, desgl.; 14 dieselbe im Querschnitt, desgl.“

Der Name Koriander (über lateinisch coriandrum, „(Echter) Koriander“, von griechisch koríandron/koríannon, „Wanzendill“) leitet sich aufgrund des Geruchs der Pflanze von den griechischen Wörtern kóris (für Wanze) und amon oder aneson (für Anis oder Dill) ab. Weitere Trivialnamen sind Arabische Petersilie, Asiatische Petersilie, Chinesische Petersilie, Gartenkoriander, Gebauter Koriander, Gewürzkoriander, Indische Petersilie, Kaliander, Klanner, Schwindelkorn, Schwindelkraut, Stinkdill, Wandläusekraut, Wanzendill, Wanzenkraut oder Wanzenkümmel. Im anglo-amerikanischen Sprachraum wird das Korianderkraut mit dem aus dem Spanischen stammenden in Mittelamerika gebräuchlichen Namen Cilantro bezeichnet, der ursprünglich den dort heimischen Langen Koriander (Eryngium foetidum), auch Culantro oder Mexikanischen Koriander meint. Die Bezeichnung Cilantro wird im amerikanischen Englisch allerdings nur für die grünen Pflanzenteile (Blätter und Stängel) verwendet, die Samen und deren Produkte werden gleichfalls coriander genannt.

## Beschreibung

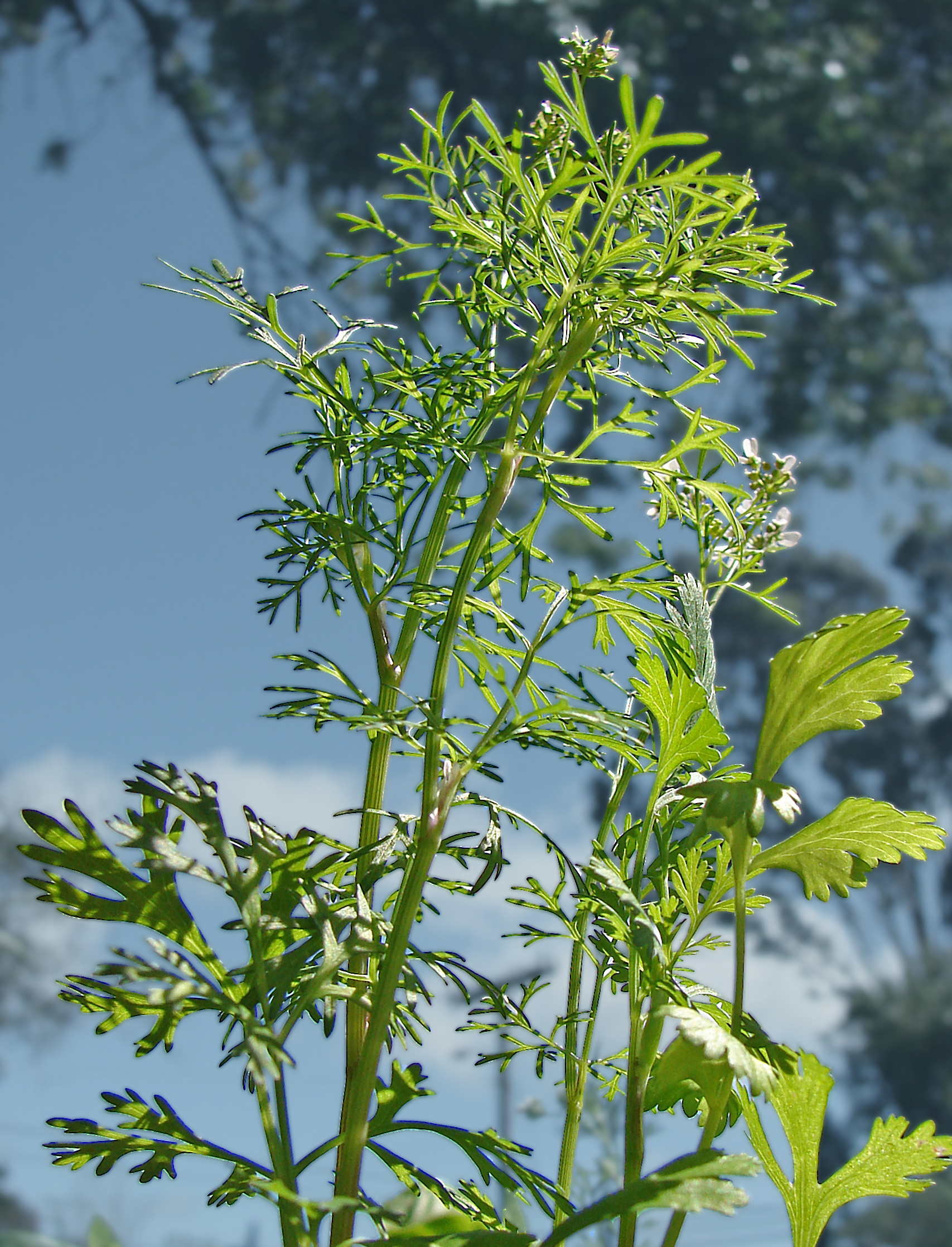
Laubblätter

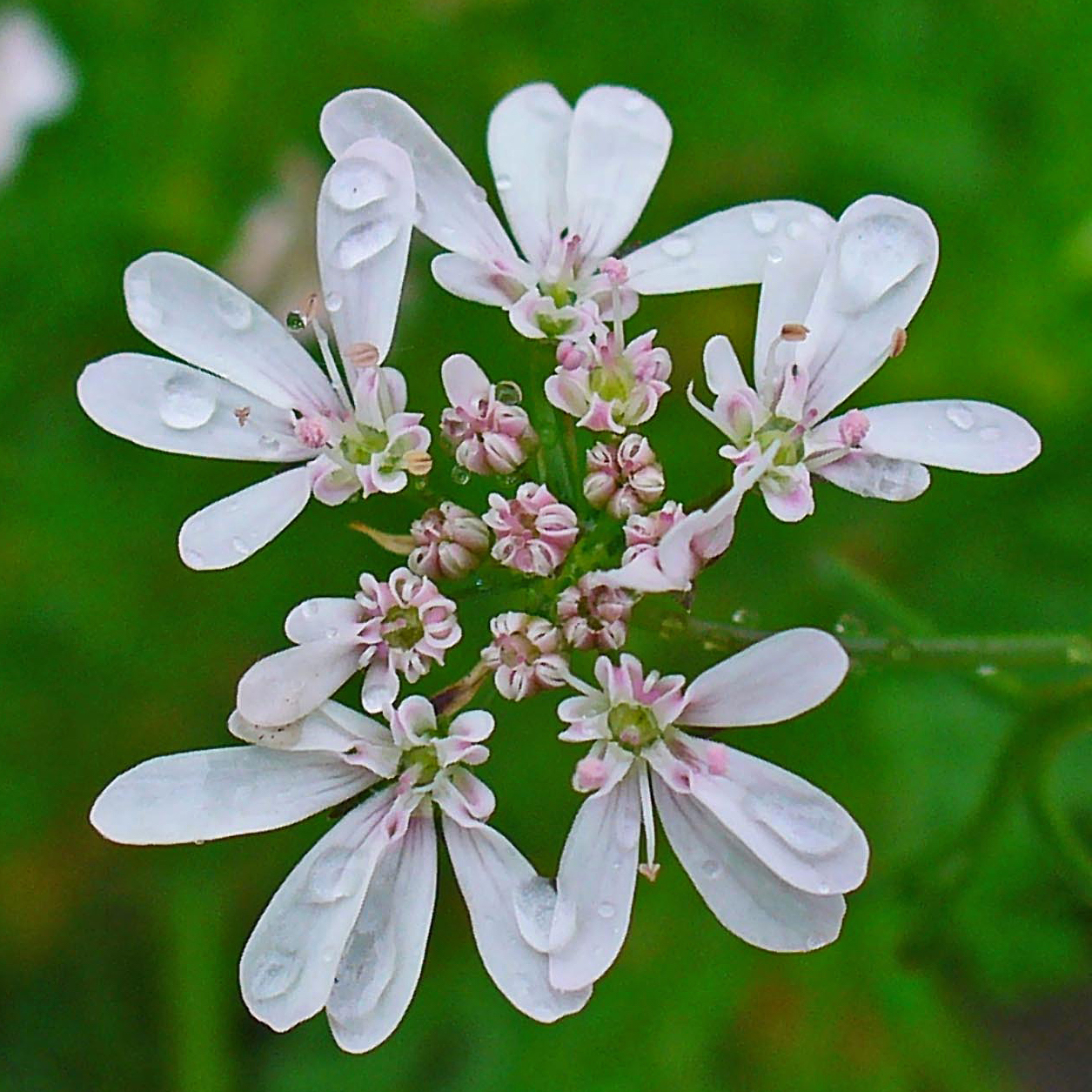
Blütenstand von oben

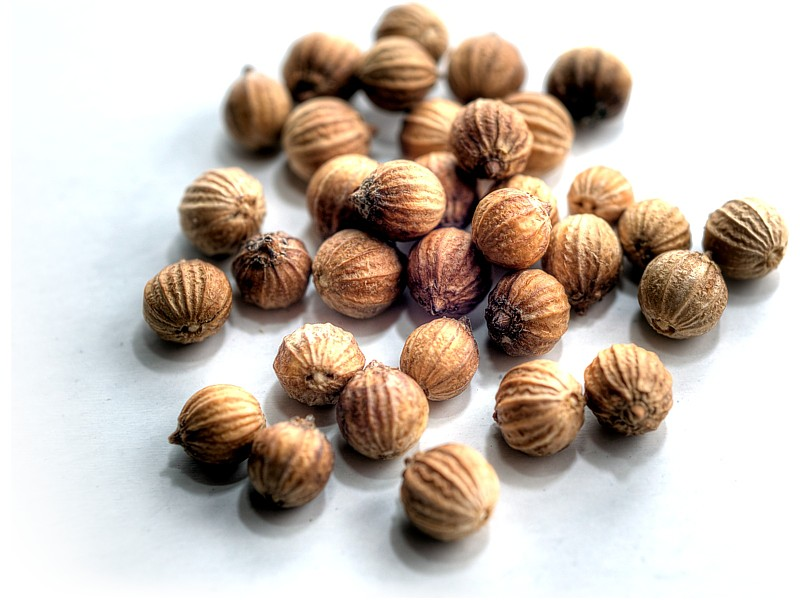
Korianderfrüchte

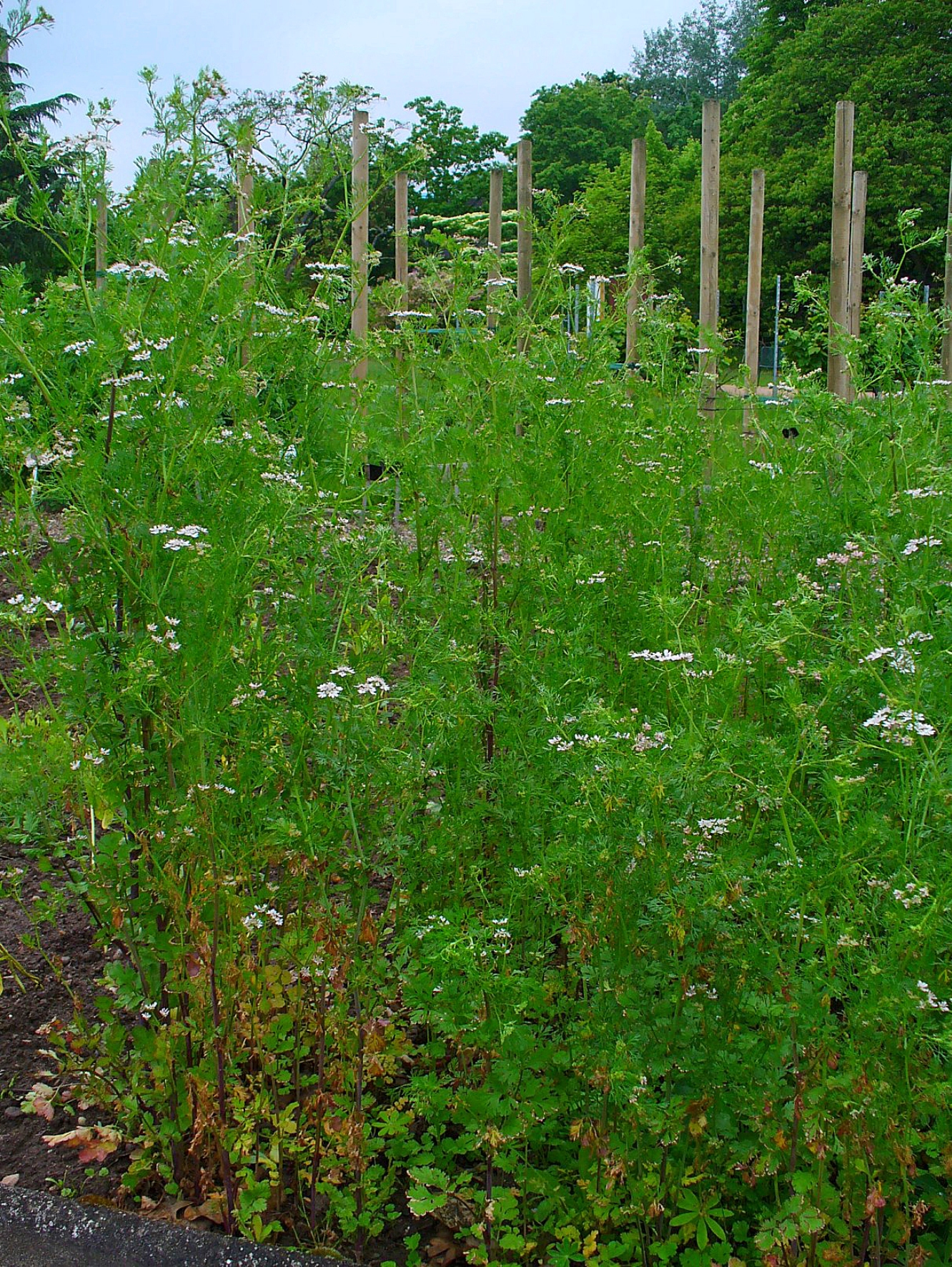
Habitus und Blütenstände

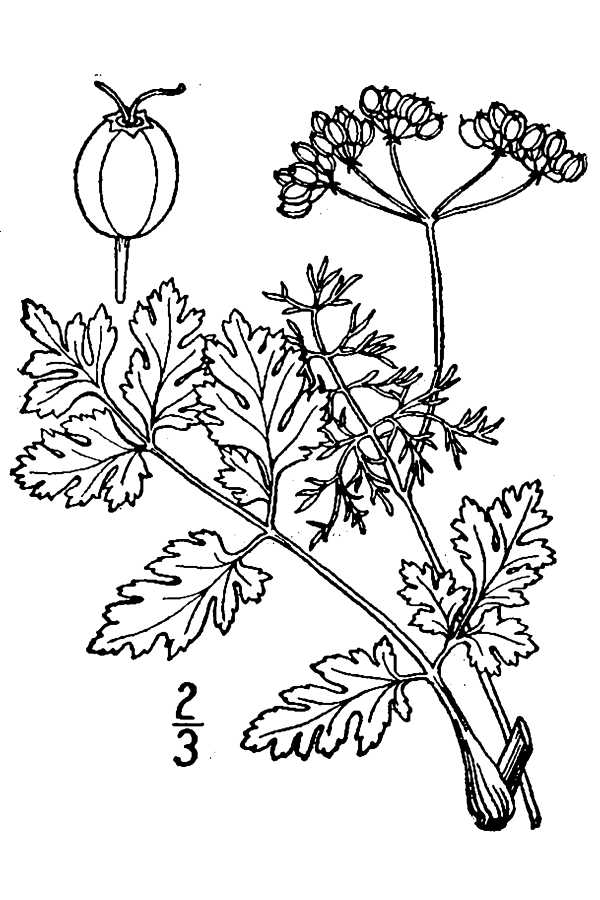
Illustration

### Erscheinungsbild und Blatt
Der Echte Koriander wächst als einjährige krautige Pflanze. Die Wuchshöhe liegt je nach Standort, Sorte und Verwendung zwischen 30 und 90 Zentimetern. Der Geruch der Pflanzenteile ähnelt stark dem Geruch der Ausdünstungen diverser Wanzenarten. Die Wurzel ist dünn und spindelförmig. Der längs geriefte Stängel ist im Querschnitt rund und im oberen Teil verzweigt. Alle oberirdischen Pflanzenteile sind kahl.
Die jüngeren Laubblätter unterscheiden sich in der Form deutlich von älteren. Die jungen Laubblätter sind eher rundlich, breit und dreigeteilt eingeschnitten, während die älteren Laubblätter doppelt gefiedert und fein zerteilt sind. Die unteren Laubblätter sind lang gestielt, die mittleren und oberen sind auf länglichen und breit hautrandigen Blattscheiden sitzend. Die Blattspreiten der mittleren und oberen Stängelblätter sind feiner geteilt, zwei- bis dreifach fiederschnittig mit entfernten, linealischen bis fast fädlichen meist ganzrandigen Blattzipfeln.

### Blütenstand, Blüte und Frucht
Die Blütezeit reicht von Juni bis Juli und dauert etwa vier Wochen. Der auf einem langen Blütenstandsschaft stehende, doppeldoldige Blütenstand ist flach und drei- bis fünfstrahlig. Die Doldenhülle fehlt und besteht lediglich aus wenigen Blättchen, die fadenförmig sind. Die Döldchen haben nur an ihrer Außenseite Hüllchen. Koriander blüht weiß. Während der Anthese wird Koriander stark von Bienen beflogen. Das äußere Kronblatt der randständigen Blüten ist strahlend und 3 bis 4 Millimeter lang. Es ist tief zweispaltig mit länglich-eiförmigen Lappen. Die beiden nachbar-Kronblätter sind schief asymmetrisch zweilappig; der vordere Lappen ist mehrmals größer als der hintere Lappen.  Die inneren Blüten der Dolde sind nicht strahlend. Der Griffel ist etwa 2 Millimeter lang und zwei- bis dreimal so lang wie das kegelförmige Griffelpolster.
Die Doppelachänen sind fast kugelrund und zweiteilig. Sie bleiben nach der Abreife meist zusammen. Die Teilfrüchte sind an der Außenseite gelb bis braun, manchmal zum oberen Ende hin violett und die Innenseite ist hell. Die Teilfrüchte sind außen vertikal gerieft und innen hohl. Zur Fruchtreife hin nimmt der wanzenartige Geruch der Pflanzenteile und der Früchte ab.
Die Züchtung Coriandrum sativum var. sativum weist einen Fruchtdurchmesser von durchschnittlich 2,5 bis 5 Millimeter auf, während die Früchte der Coriandrum sativum var. microcarpum nur einen durchschnittlichen Durchmesser von 1,5 bis 3,0 Millimeter besitzen. Größere Früchte werden vor allem in tropischen und subtropischen Ländern wie Marokko, Indien und Australien gezüchtet und zeichnen sich durch geringen Anteil an ätherischen Ölen (0,1–0,4 %) aus. Die Tausendkornmasse liegt zwischen 2 und 10 Gramm. Das Saatgut ist etwa 3 Jahre haltbar, bleibt bei konstanter Temperatur unter 10 °C und einer Saatgutfeuchte von weniger als 10 % aufbewahrt aber länger keimfähig, maximal bis zu 6 Jahren. Manche Züchter erzielen jedoch auch nach 8 Jahren trockener Saatgutaufbewahrung bei Raumtemperatur noch Keimerfolge von über 80 Prozent.
Koriander wird als eine der Originalzutaten in der Geheimformel von Coca-Cola beschrieben.

### Chromosomenzahl
Die Chromosomenzahl beträgt 2 n = 20 oder 22.

## Vorkommen
Der Echte Koriander ist in Vorderasien von der Türkei bis zur Sinai-Halbinsel, Arabien und Pakistan beheimatet. In der Schweiz wurde er verwildert bei Samedan noch in einer Höhenlage von 1730 Metern beobachtet.
Der Echte Koriander gedeiht auf warmen, mäßig trockenen, nährstoffreichen und basenreichen aber humusarmen Lehm- und Lößböden.
Die ökologischen Zeigerwerte nach Landolt et al. 2010 sind in der Schweiz: Feuchtezahl F = 2+ (frisch), Lichtzahl L = 4 (hell), Reaktionszahl R = 3 (schwach sauer bis neutral), Temperaturzahl T = 5 (sehr warm-kollin), Nährstoffzahl N = 3 (mäßig nährstoffarm bis mäßig nährstoffreich), Kontinentalitätszahl K = 4 (subkontinental).

## Taxonomie
Die Erstveröffentlichung von Coriandrum sativum erfolgte 1753 durch Carl von Linné in Species Plantarum, Tomus I, Seite 256.

## Inhaltsstoffe
Die Samen des Korianders enthalten Korianderöl, ca. 0,3–2 % ätherisches Öl (Oleum coriandri aethereum, destillatum), das überwiegend aus den Monoterpenen Linalool, Campher, γ-Terpin, α-Pinen u. a. besteht. Die Zusammensetzung variiert auch je nach Reifestadium der Samen. Besonders diese Stoffe sorgen für den angenehmen Geruch der Samen und kommen erst nach der Trocknung zur Geltung. Der Samen enthält zudem ca. 13–23 % fettes Öl (Oleum coriandri), dessen Triglyceride überwiegend aus Estern mit der Petroselinsäure, Linol- und Ölsäure bestehen. Das fette Öl kann als Ersatz für Palmöl und Kokosöl verwendet werden, die Verwendung in Waschmitteln (Grundstoff) und in der Kosmetikherstellung oder Lederverarbeitung finden. Das Kraut und die Wurzeln enthalten ebenfalls ätherisches Öl (allerdings sehr wenig, nur ca. 0,1–0,25 %), das zu 85–95 % aus aliphatischen Aldehyden besteht. Die Blätter sind reich an Vitamin A, Vitamin C und Vitamin K mit Spurenelementen von Mineralstoffen (Tafel).

## Anbau und Ernte
Die Kultur von Koriander erfolgt einjährig. Für die Blatternte wird in Folgesätze gesät. Die Direktsaat ins Freiland erfolgt in Reihen mit einem Abstand von 20 bis 25 cm zueinander. Wird keine Präzisionssämaschine benutzt, wird nach der Keimung auf Endabstand von 15 bis 20 cm ausgedünnt. Frisches Saatgut keimt leicht. Die Keimung erfolgt lichtunabhängig. Der Samen wird nur zur besseren Feuchte mit Erde bedeckt. Die Keimlinge sind etwas frosthart. An die Fruchtfolge stellt Koriander keine großen Ansprüche. In der Anzuchtphase für Jungpflanzen sind ausreichende Wassergaben wichtig. Für eine optimale Keimung ist ein Temperaturbereich von 5 bis 25 °C nötig. Besondere Saatgutpartien keimen auch in einem engeren Temperaturbereich, der zwischen 10 und 20 °C liegt. Durch zu wenig Bewässerung in der Jugendphase wird Trockenstress hervorgerufen, der zu verfrühter Blüteninduktion (Schossen) führt. Der Anbau erfolgt als Direktsaat ins Freiland oder als Topfkultur im Treibhaus. Die Anzucht in Erdpresstöpfen im Treibhaus zur Ernteverfrühung ist auch möglich. Koriander bevorzugt einen sonnigen, eher halbschattigen Standort. Er gedeiht am besten auf durchlässigen, leichten Böden. Zur Topfkultur werden 25 Samen in 12-cm-Töpfe gesät. Für gutes Wachstum hat sich Düngungsergänzung mit Flüssigdünger und zum kompakteren Wuchs leicht vorbeistreifende Tücher oder Folien als mechanischer Reizeinfluss bewährt. Geerntet wird von Juli bis Anfang August, jedoch kurz vor Vollreife, weil sich sonst die Samen leicht von der Dolde lösen, was zu Ernteverlusten führt. Von Aussaat bis Ernte benötigt Koriander 20 bis 28 Wochen, im Mittel 24 Wochen. Der Ertrag von Koriandersamen beträgt bis zu 2 Tonnen pro Hektar bei einem Ölgehalt von 20–22 %.
Die Vermehrung zur Anzucht von Koriander erfolgt mittels „Samen“.

## Krankheiten und Schädlinge
An Koriander ist bei den bakteriellen Krankheiten vor allem Doldenwelke (Pseudomonas syringae pv. coriandricola) bekannt, die auch als Doldenbrand bezeichnet wird. Blütenbrand wird durch den Pilz Colletothrichum gloeosporioides verursacht. Flecken auf den Blättern werden durch Gelbwelke (Ramularia coriandri), Phyllosticta coriandri und Echten Mehltau (Erysiphe polygoni) erzeugt. Zu Fäulen an der Pflanze führt die Bakteriose Erwinia carotovora subsp. carotovora, Rhizoctonia solani und Fusarium spp. Als tierische Schädiger treten gelegentlich Weichwanzen auf. Befall durch Insekten ist sonst weniger bekannt. Ungünstig sind sehr warme, trockene Wachstumsbedingungen, die durch langsames Wachstum und Samenverlust bei der Ernte starke Ertragsrückgänge verursachen können.

## Ölgewinnung
Das ätherische Koriander-Öl wird mittels Wasserdampf-Destillation aus den Samen gewonnen.

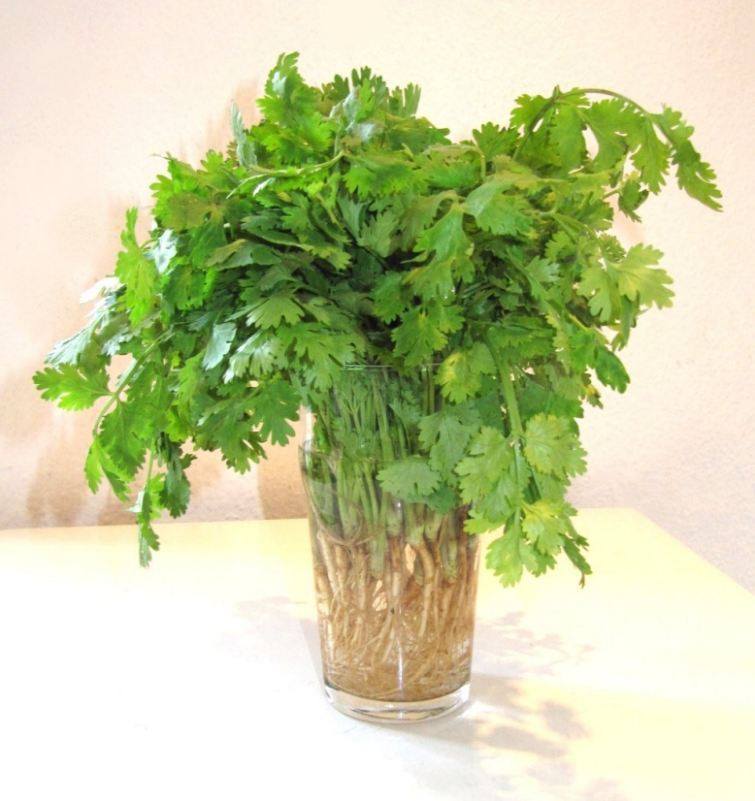
Bund frischer Korianderblätter

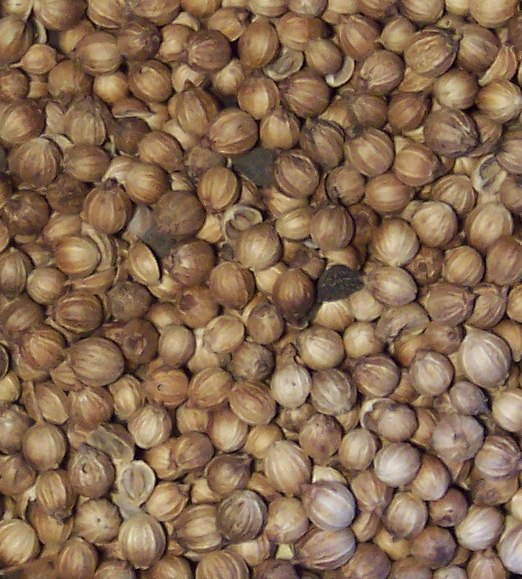
Korianderfrüchte, Größe 2 bis 3 mm

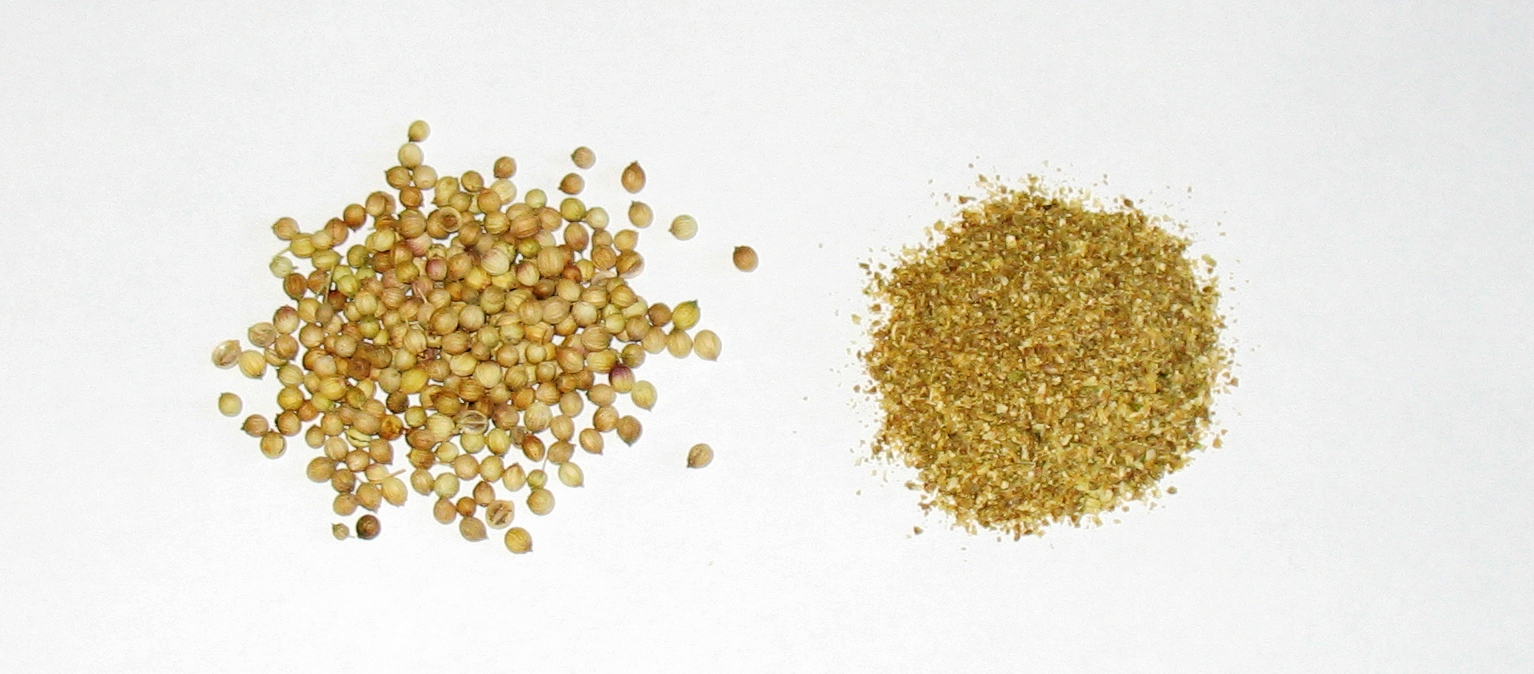
Echter Koriander, ganz und gemahlen

## Nutzung in der Küche
Kraut und Samen (richtiger: Früchte) sind vielfach genutzte Küchengewürze. Der Geruch/Geschmack der beiden ist sehr verschieden; sie können einander nicht ersetzen. So sind auch die Gegenden unterschiedlich, in denen Kraut und Samen stark genutzt werden. Während in Europa der Samen die größere Rolle spielte, wurden in der südamerikanischen und in der südostasiatischen Küche, aber auch im südlichen Portugal, speziell im Alentejo und in der Algarve, vor allem die grünen Pflanzenteile verwendet. Mittlerweile ist eine solche regionale Unterscheidung – auf Grund der Globalisierung – kaum mehr möglich. In der indischen Küche werden sowohl Samen als auch Blätter vielfach verwendet. In Thailand nutzt man die Wurzeln wie die der Petersilie bzw. Wurzelpetersilie.

### Korianderkraut
Das kräftige, durch den hohen Aldehydgehalt bestimmte und als moschusartig, zitronenähnlich oder auch seifig empfundene Aroma gibt dem frischen Korianderkraut einen unverwechselbaren Charakter, der in Regionen wie Südostasien oder Lateinamerika zu den gewöhnlichen Gartenkräutern zählt und häufig Verwendung findet, während Koriander in anderen Regionen Asiens und in Europa von vielen Menschen als gewöhnungsbedürftig empfunden wird. Die fiedrigen Blätter von älteren Pflanzen können gehackt in Soßen oder Füllungen untergemischt werden und sind auch als Garnierung beliebt. Koriandergrün wird auch in Salaten verarbeitet oder zu Käse-, Fleisch- oder Fischgerichten gereicht. Frisches Korianderkraut ist ein Hauptbestandteil der von den Kanaren stammenden Mojo verde und der chilenischen Kräutertunke Pebre.

### „Koriandersamen“

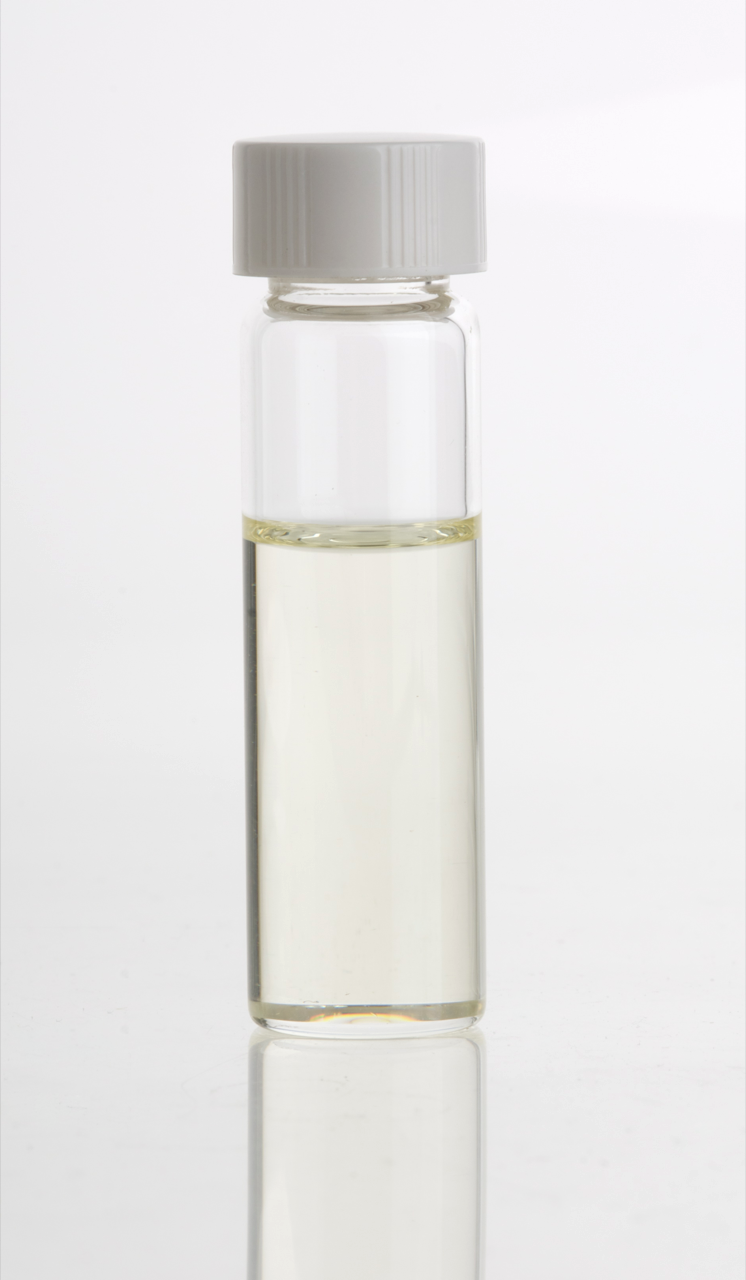
Das ätherische Öl des Korianders (Coriandri oleum)

Die als „Koriandersamen“ bezeichneten (getrockneten) Früchte sollten kurz angeröstet und nach Möglichkeit immer frisch gemahlen werden; sonst überwiegen die schwerflüchtigen Bitterstoffe schnell die leichtflüchtigen Aromastoffe, und die damit gewürzten Speisen werden bitter statt aromatisch. Gemahlene Samen werden zum Würzen von Brot, Kleingebäck, Kohlgerichten, Hülsenfrüchten und Kürbis verwendet. Koriander ist Bestandteil von Gewürzmischungen wie Currypulver, Currypaste, Harissa und Lebkuchengewürz. Tatsächlich wird der größte Teil der Korianderproduktion in Currypulver verarbeitet. Häufig wird Koriander mit Kreuzkümmel (Cumin) kombiniert. Koriander wird auch für Likör verwendet. Neben salzigen Speisen wie Fleisch, Wurst, Soße, Gemüse und Marinaden kann Koriander auch für Kompott verwendet werden. Einige Biersorten, wie die in Sachsen-Anhalt und Sachsen beheimatete Gose oder das belgische Witbier, sind mit Koriander gewürzt. Die Samen können auch als Tee aufgebrüht werden.
Koriander ist ein Hauptgewürz in der georgischen Küche. Tkemali ist eine sehr beliebte georgische Mirabellen- bzw. Pflaumensoße, die abhängig von der Sorte mit ganzen oder gemahlenen Samen zubereitet wird. Auch in Nordafrika wird Koriander verwendet.
Verwendung fanden Koriandersamen auch als „Wallkörner“: „Fast verschwunden ist der Brauch, vom Wallfahrtsort in Zucker gebackene Korianderkörner mit nach Hause zu nehmen. Der Volksglaube maß dem Koriander, wie anderen stark riechenden Doldenblütlern, antidämonische Kräfte bei. Nur noch vereinzelt werden sie als sogenannte „Wallkörner“ zum Kauf angeboten, die im Volk „Heimicher Äeze“ (Heimbacher Erbsen) heißen.“ Seit Mitte des 19. Jahrhunderts förderte die Gewährung von Ablässen im Bistum Aachen die Wallfahrt nach Heimbach (Eifel). Noch Anfang der 1970er Jahre konnte man daher z. B. in der Stadt Nideggen in einem Andenkengeschäft, Zülpicherstraße 2 / Ecke Kirchgasse, mit Zuckerguss ummantelte Koriandersamen kaufen.

### Medizinische Bedeutung
Koriander findet seit der Zeit des antiken Ägypten auch Verwendung in der Pflanzenheilkunde. Als Droge werden die getrockneten Früchte verwendet. Dem ätherischen Öl wird appetitanregende, verdauungsfördernde, krampflösende und schmerzlindernde Wirkung bei Magen- und Darmleiden zugeschrieben. Dementsprechend ist Koriander in manchen Zubereitungen gegen Magen- und Darmstörungen enthalten. Koriander wirkt jedoch schwächer als Kümmel oder Fenchel. Dazu müssen die Samen gequetscht oder zerrieben werden, weil sonst die Öle nicht mit Wasser herausgelöst werden können. Auch bei Tieren kann Koriander gegen Blähungen eingesetzt werden.
Die Statistik in der Schweiz zeigt, dass 15 % aller Allergiker empfindlich auf Koriander reagieren. Diese Überempfindlichkeit zählt zum Sellerie-Beifuß-Syndrom. Bei empfindlichen Menschen kann der Pflanzensaft unter Einwirkung von Sonnenlicht auch photoallergische Hautreaktionen bewirken.

### Kosmetik
Wegen seines warmen, aromatischen und würzigen Duftes wird es auch in der Parfumindustrie verwendet. Es dient hauptsächlich zum Abrunden und Harmonisieren der einzelnen Bestandteile. Die Blätter riechen etwas nach Wanzen, die Beeren nach Anis.

## Trivialnamen
Für den Echten Koriander, auch kurz Koriander genannt, bestehen beziehungsweise bestanden auch die weiteren deutschsprachigen Trivialnamen Böbberli (Appenzell), Calander (mittelhochdeutsch), Cholinder (mittelhochdeutsch), Chollantir (althochdeutsch), Chullantar (althochdeutsch), Ciriander (mittelhochdeutsch), Clander, Cölegrase (mittelhochdeutsch), Colander (mittelhochdeutsch), Coliander (mittelhochdeutsch), Coliandur (mittelhochdeutsch), Collindir (althochdeutsch), Coreandrencraut (mittelhochdeutsch), Coriandercrude (mittelniederdeutsch), Coriandercrut (mittelniederdeutsch), Corianderkernlein (mittelhochdeutsch), Corianderkraut (mittelhochdeutsch), Coriander, Corandern (mittelhochdeutsch), Coriandre (mittelhochdeutsch), Corrander (mittelhochdeutsch), Creander (althochdeutsch), Galander (mittelhochdeutsch), Galiander (mittelhochdeutsch), Goliander (mittelhochdeutsch), Holenter (althochdeutsch), Holunter (althochdeutsch), Holundir (althochdeutsch), Kalanner (Mecklenburg), Klanner (Mecklenburg), Kolander (mittelhochdeutsch), Kolgras (althochdeutsch), Koliander (mittelhochdeutsch), Kolinder (mittelhochdeutsch), Koller (mittelhochdeutsch), Krapenkörner (Luzern), Krollo (althochdeutsch), Kullandar (mittelhochdeutsch), Luopi, Luppi, Pöperli (Appenzell), Rügelikümmi (Schweiz), Schwindelkörner, Schwindelkraut, Stinkdill (Pommern), Wantlusenkrut (mittelniederdeutsch), Wanzelkraut, Wanzenkraut und Wanzendill.

## Botanische Geschichte
Als Herkunftsgebiet wird der Mittelmeerraum vermutet. Koriander ist verwildert, aber nicht wild bekannt. Nach Ralf Hand hat er ursprüngliche Vorkommen in Algerien, auf dem Sinai, in Israel, im Libanon, in Jordanien, Bulgarien, Kroatien und Slowenien. In Serbien, Georgien und im Kaukasusraum ist seine Ursprünglichkeit zweifelhaft.
Der Echte Koriander ist als Heil- und Gewürzpflanze in Kultur und weltweit verbreitet.
Verwendet wird der Echte Koriander schon seit 5000 v. Chr. Der „Samen“ fand sich auch in der Nahal-Hemar-Höhle in Israel. Eine im Britischen Museum befindliche Tontafel listet Koriander unter den Pflanzen im Palastgarten des babylonischen Königs Marduk-apla-iddina II. Die Samen nutzte man vermutlich auch im alten Ägypten; denn sie wurden bei Ausgrabungen gefunden, so im Grab von Tutenchamun. Auch zur Römerzeit war Koriander bekannt und wurde von Plinius erwähnt. In China wurde er schon 400 n. Chr. und in Großbritannien 1066 erwähnt. Im 15. Jahrhundert erfuhr er seine allmähliche Ausbreitung über Nordeuropa durch den Menschen, wo im 17. Jahrhundert Koriander für Parfüm verwendet und als eines der ersten Kräuter 1670 von Einwanderern nach Nordamerika eingeführt wurde. Bis 1956 waren noch keine selektierten Sorten von Koriander bekannt. Heute wird die Pflanze in Zentral-, Süd- und Nordamerika und dort besonders in Mexiko kultiviert, ebenso in Afrika (Ägypten, Marokko) und Europa (Frankreich, Türkei, Ungarn, Deutschland, Italien, Österreich, Georgien) und Asien (China, Indien, Iran, Thailand).

### Historische Abbildungen

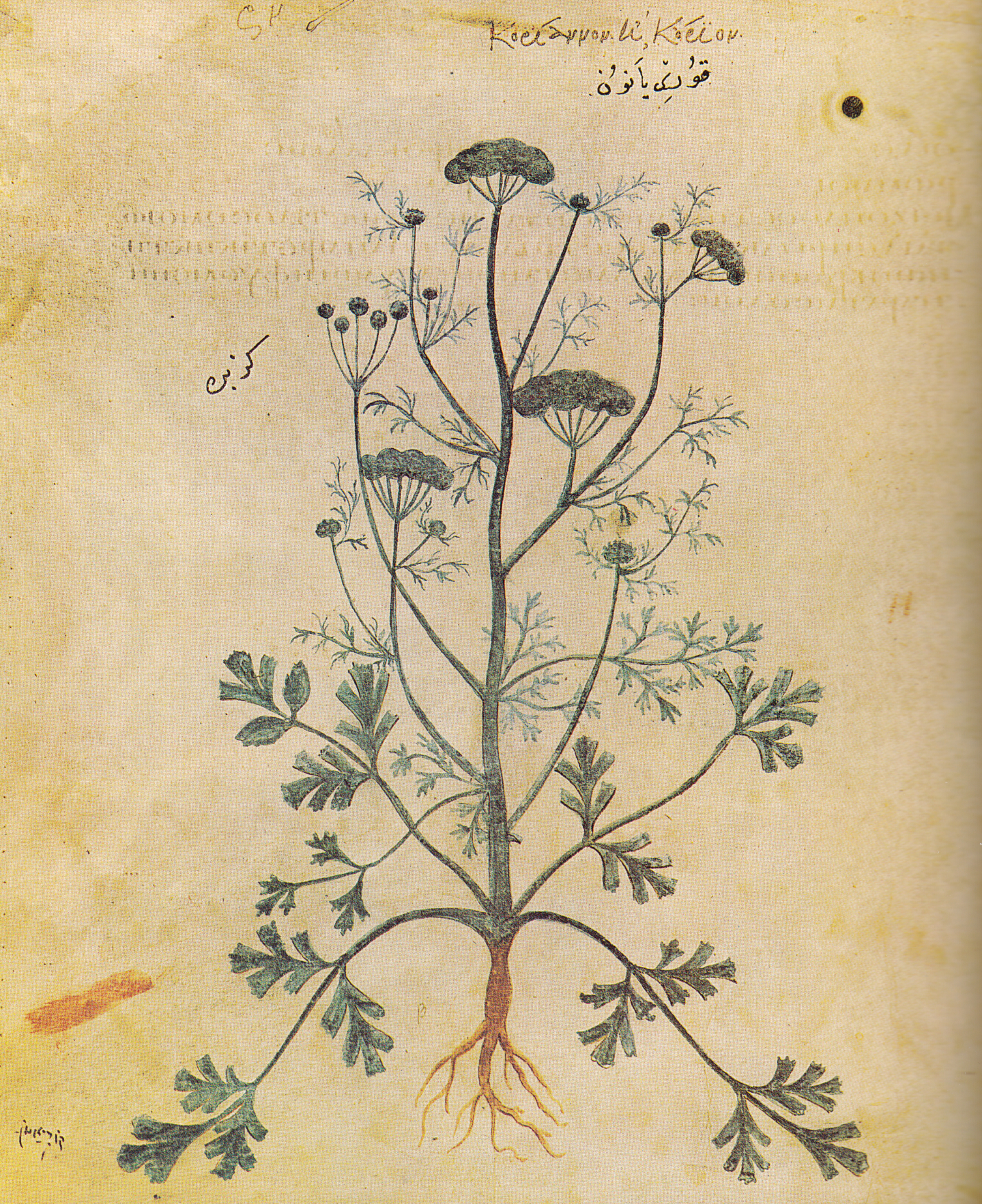
Wiener Dioskurides 6. Jahrhundert
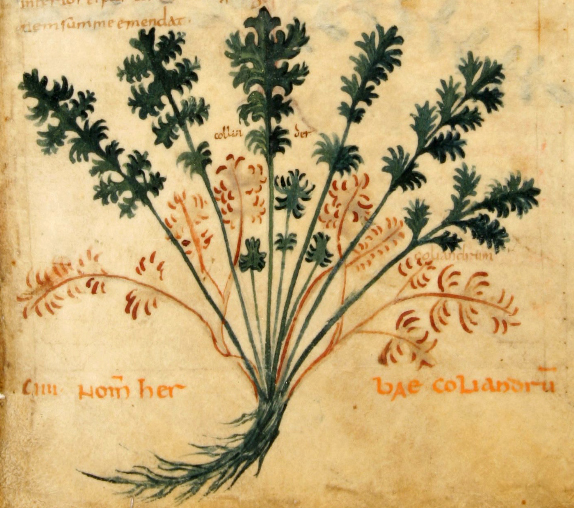
Pseudo-Apuleius Kassel 9. Jh.
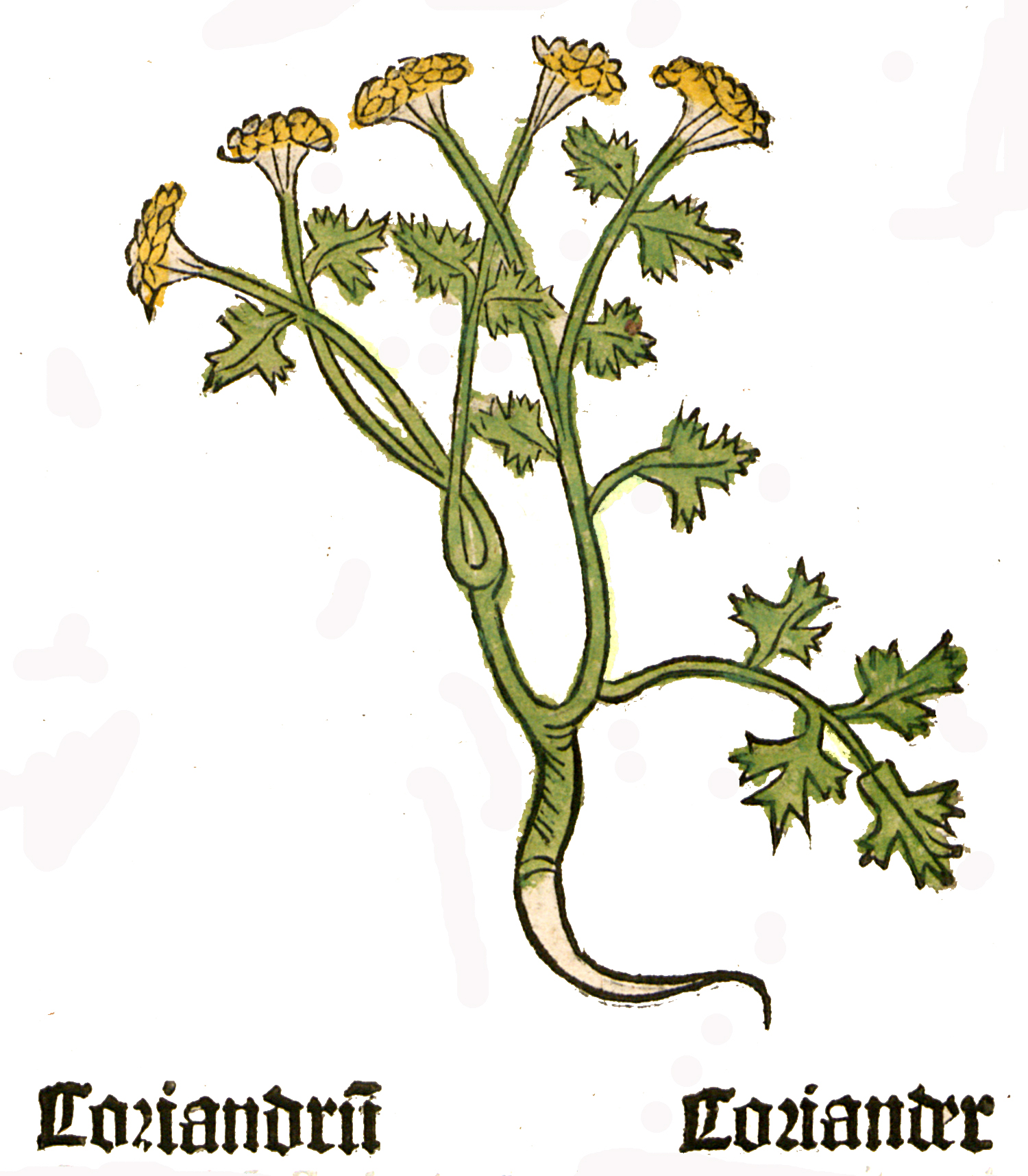
Herbarius Moguntinus 1484
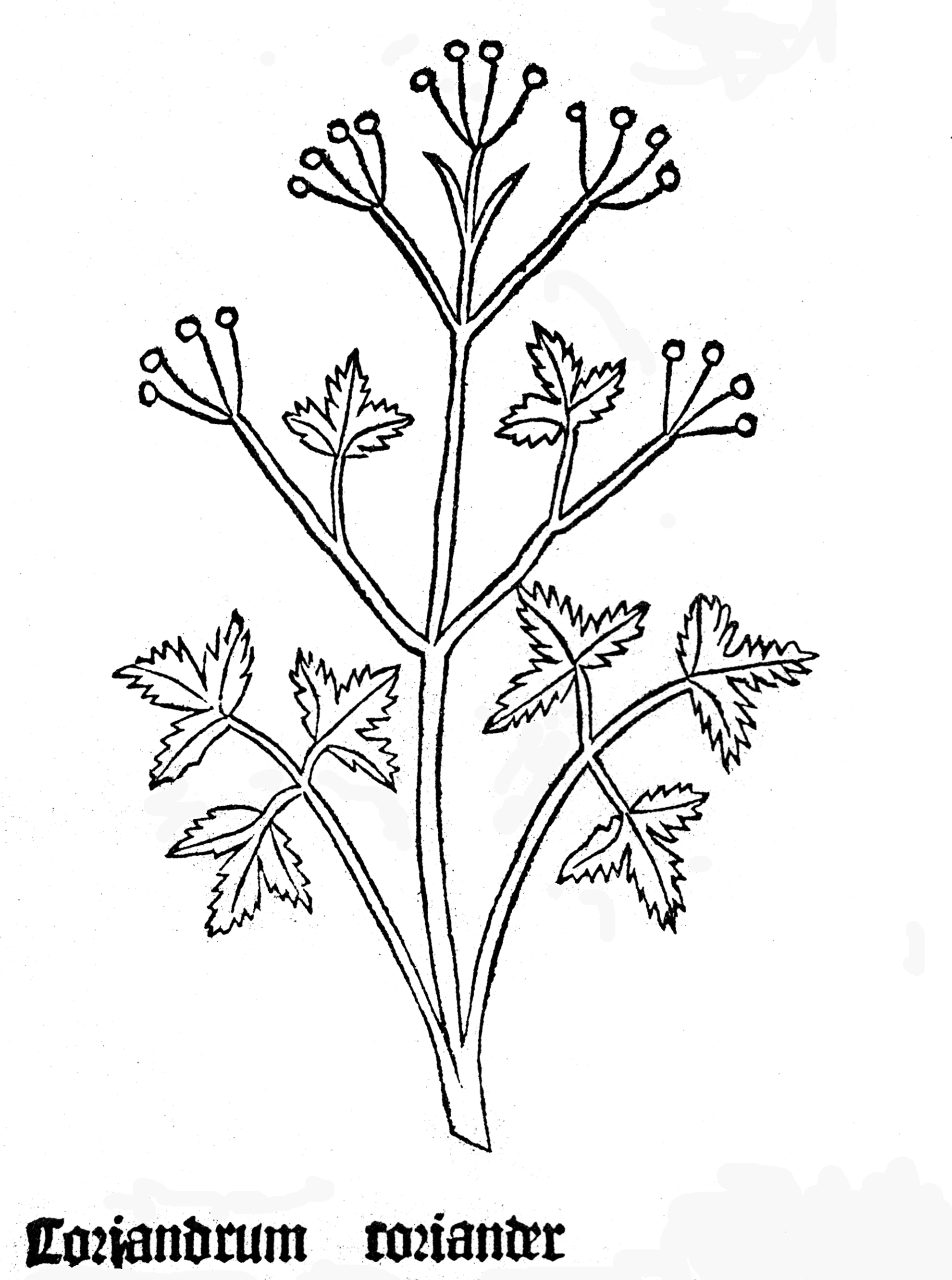
Gart der Gesundheit 1485
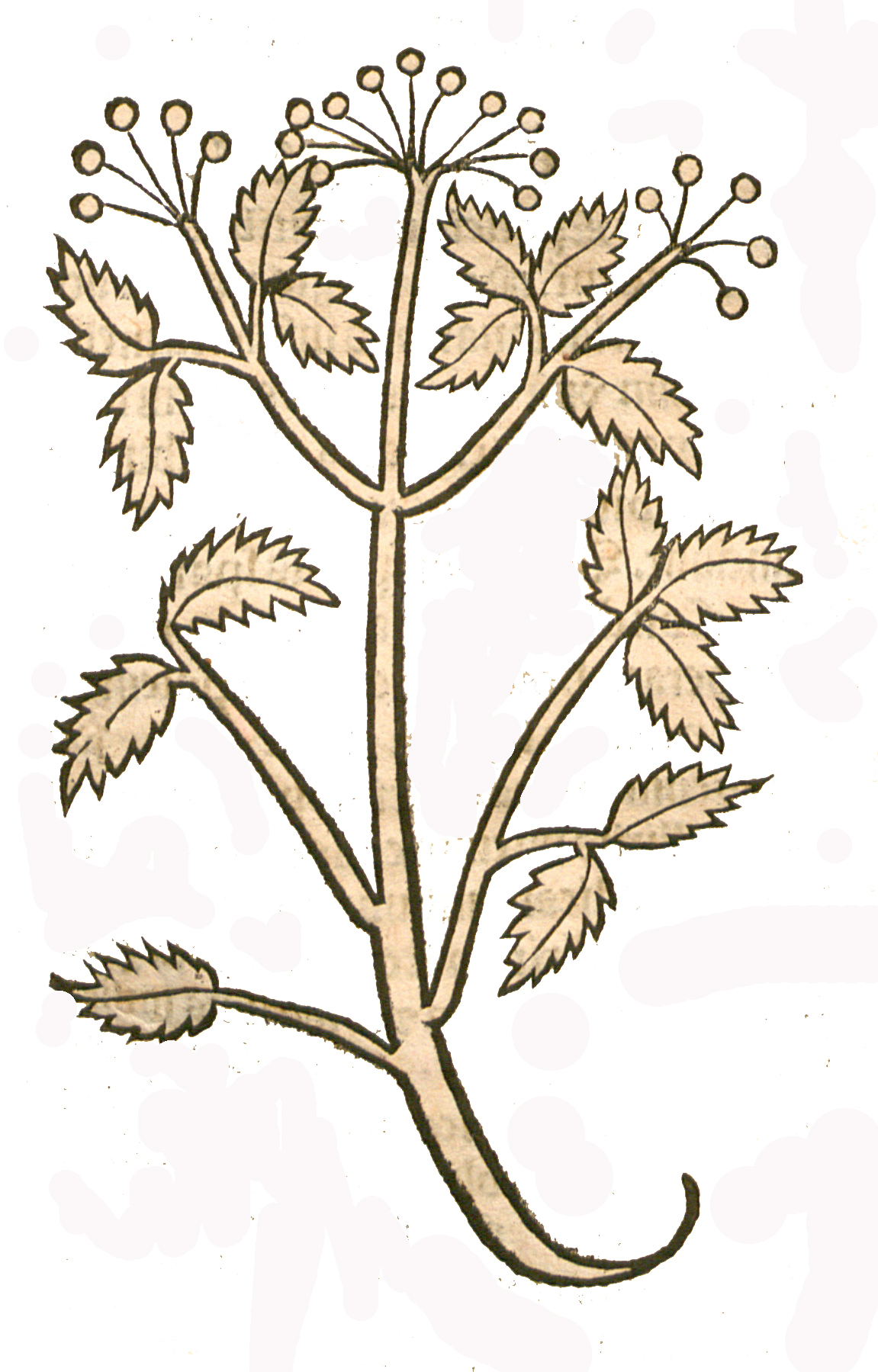
Hortus sanitatis 1491

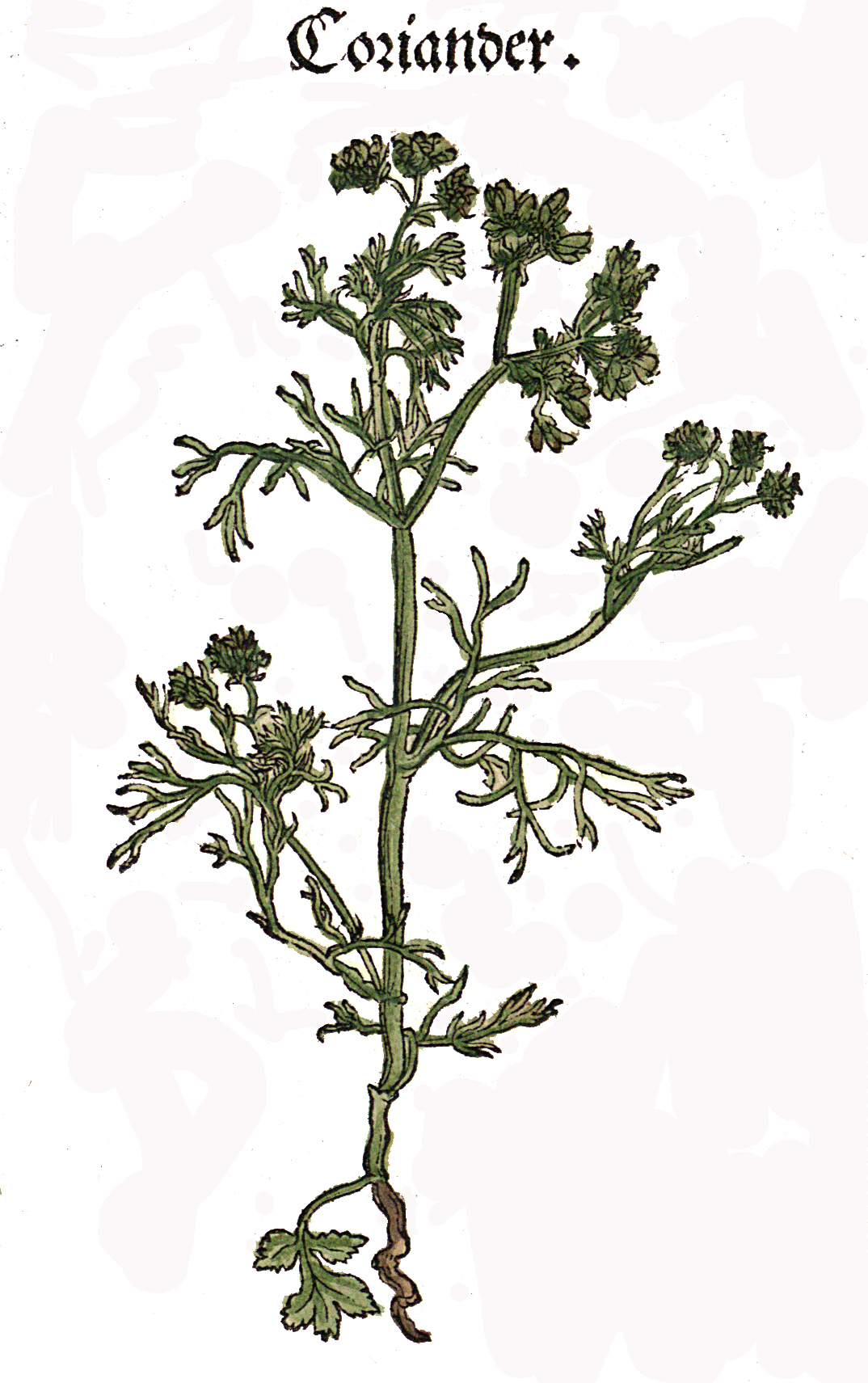
Otto Brunfels 1532
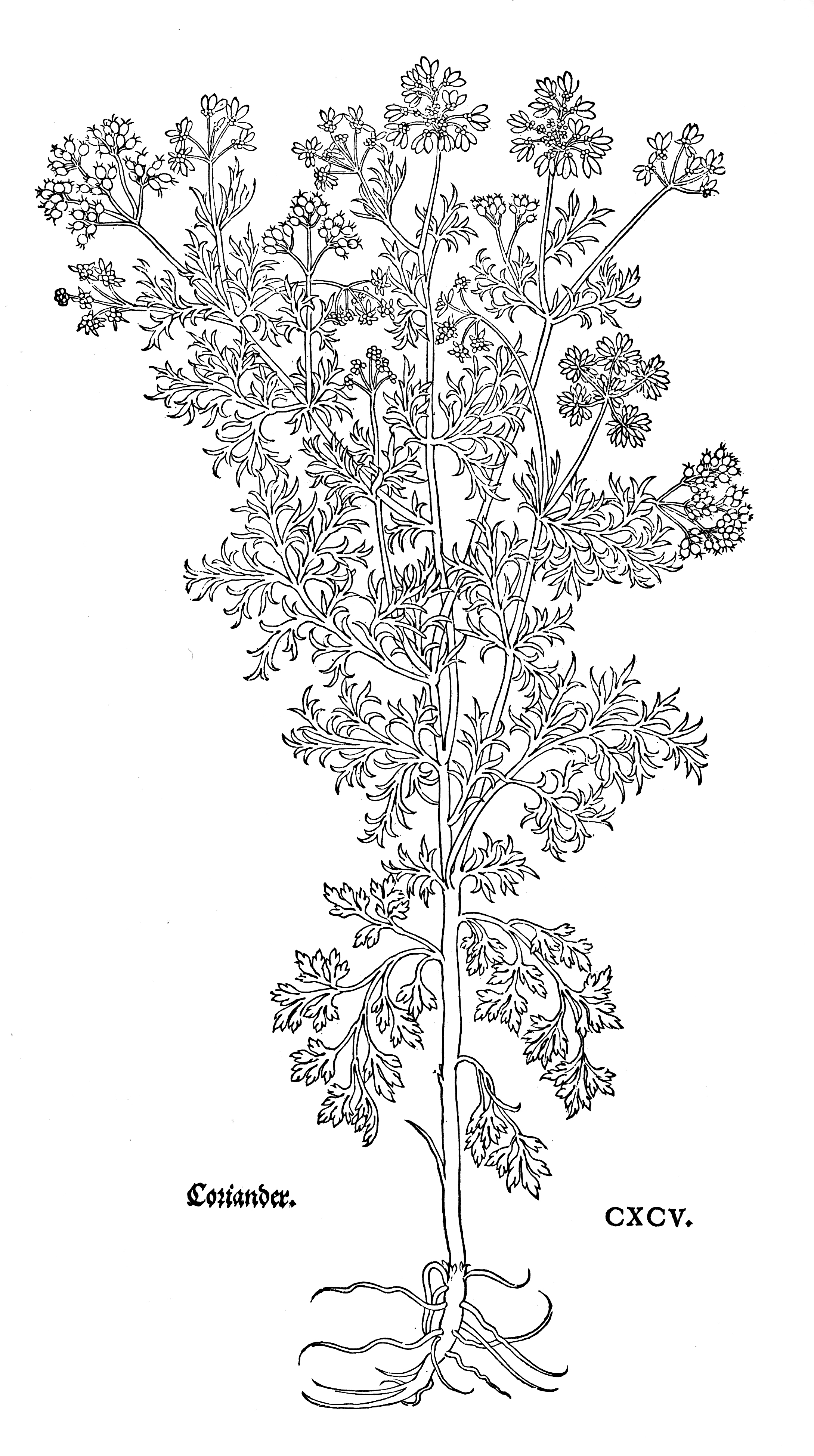
Leonhart Fuchs 1543
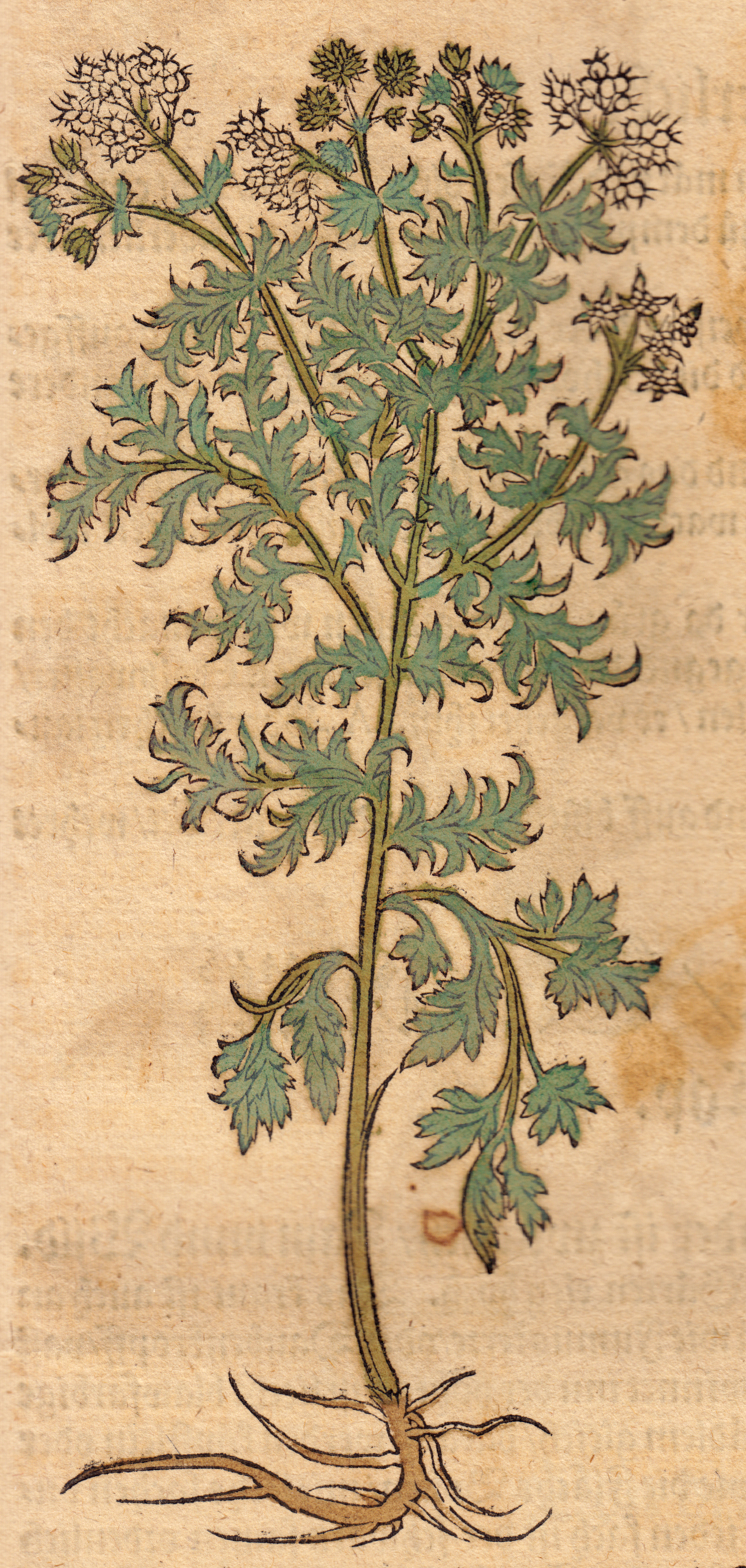
Hieronymus Bock 1546
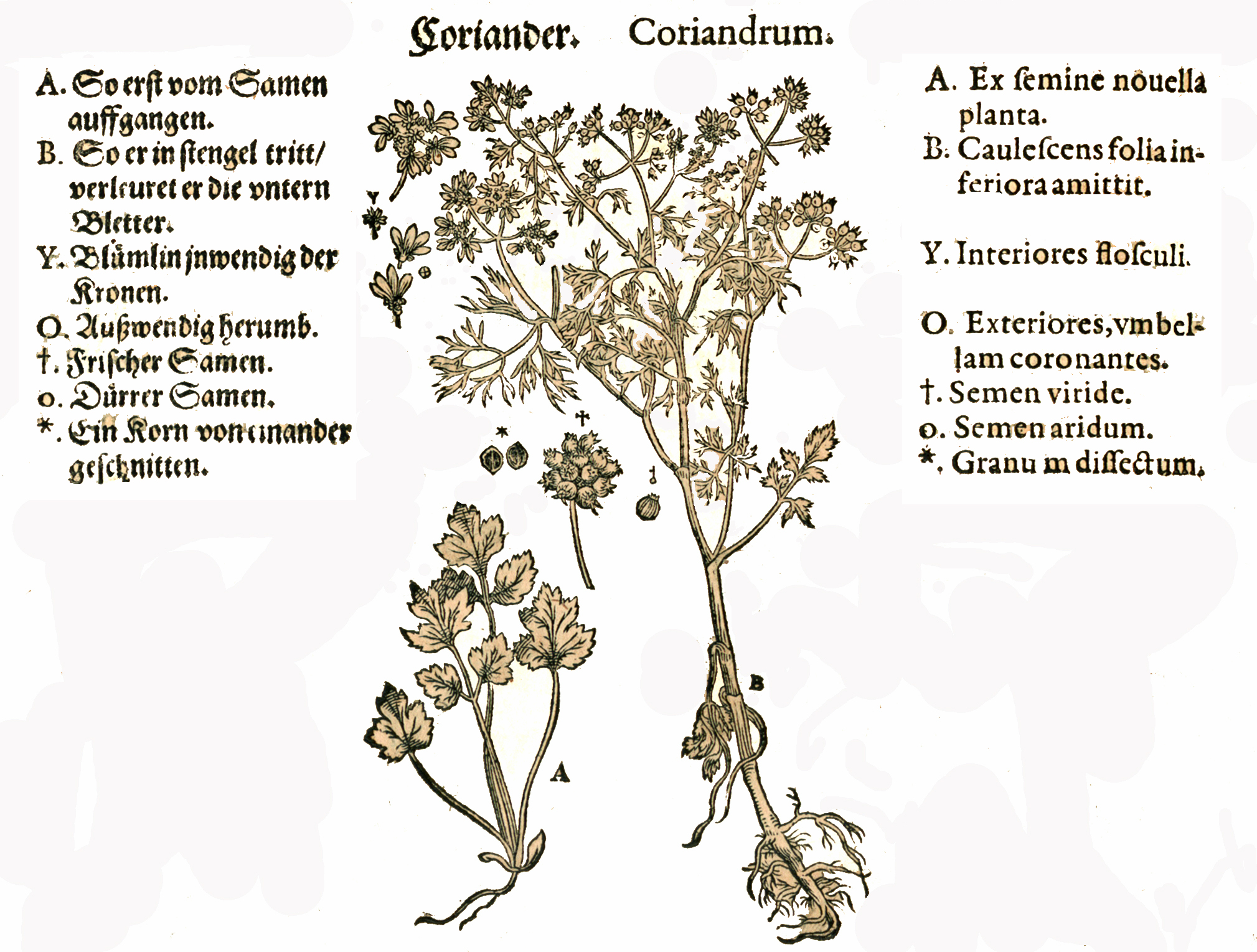
Mattioli / Handsch / Camerarius 1586

## Trivia
Der Geruch von Korianderblättern wird von manchen Menschen mit dem von Wanzen verglichen. Das Korianderaroma wird durch Aldehyde verursacht, die ähnlich auch in Seifen vorkommen. Einige Insekten erzeugen durch Zersetzung von Fettmolekülen ähnliche Gerüche, wodurch andere Tiere angelockt oder abgeschreckt werden.
Darüber hinaus hat die Abneigung gegen Korianderblätter möglicherweise eine genetische Komponente. Dies hat Charles J. Wysocki vom Monell Chemical Senses Center in Philadelphia in mehreren Studien untersucht.
Auch der Geschmack von Koriander wird durch einige Menschen aufgrund einer genetischen Ursache unterschiedlich wahrgenommen. Während einige Personen den Geschmack als frisch und angenehm empfinden, nehmen andere ihn als seifenartig oder unangenehm wahr. Diese unterschiedliche Geschmackswahrnehmung ist auf genetische Faktoren zurückzuführen, insbesondere auf eine Variation im Gen, das für den Geruchsrezeptor OR6A2 kodiert. Dieser Rezeptor ist für die Detektion von Aldehyden verantwortlich, insbesondere von E-2-Decenal, einer chemischen Verbindung, die sowohl in Koriander als auch in Seifen und Reinigungsmitteln vorkommt. Personen, die eine bestimmte Variante des OR6A2-Gens besitzen, haben eine erhöhte Empfindlichkeit gegenüber E-2-Decenal und anderen Aldehyden, die in Koriander enthalten sind. Infolgedessen empfinden sie den Geschmack der Pflanze als seifenartig oder unangenehm.